# Minuartia pauciflora
Minuartia pauciflora, syn. Minuartia zarencznyi — вид квіткових рослин родини гвоздикових (Caryophyllaceae).

## Біоморфологічна характеристика
Це однорічна рослина 5–15 см заввишки. Листки голі, вузьколінійні, загострені, (2)3–6(15) мм завдовжки, яскраво-зелені до трав'янисто-зелених. Усі квітки у густих 1(5)-квіткових пучках. Квітки 8–12 мм у діаметрі. Чашолистки яйцеподібні, загострені, здебільшого зелені, часто червонуваті, голі чи з поодинокими залозистими волосками, 3.5–5.5 × 1.6–3 мм. Пелюсток 5(7), білих, від еліптичних до широкояйцеподібних, 3.5–5.5 × 1.6–3 мм. Коробочки 5–5.5 × 2.3–2.5 мм, солом'яно-коричневі. Насіння округле ниркоподібне, (0.6)0.7–1.2 мм у діаметрі, іржаво-коричневе.

## Поширення
Ендемік північної частини Карпатської дуги: Словаччина, Україна, Польща.
В Україні вид росте на скелях, на кам'янистих схилах — у Карпатах, рідко (хребет Свидовець, гори Близниця, Петрос, Рахівський р-н, с. Ділове)